# Barnuppfostran
Barnuppfostran är uppfostran av barn.
Synen på barnuppfostran skiljer sig inte bara över tiden, utan även kulturellt. I de flesta länder är till exempel aga som uppfostringsmetod tillåten, medan det är förbjudet i Sverige.

## Olika teoretiker runt barnuppfostran
Jean-Jacques Rousseau (1712-1778) hävdade i Emile eller om uppfostran att barnuppfostran bör syfta till att stärka kroppen, öva sinnena och tanken, samt att moraliskt stärka barnet så att det blir mottagligt och framförallt kan känna medlidande. Rousseau ansåg att en god barndom är en förutsättning för ett givande vuxenliv. 
Under 1900-talet har det funnits många teoretiker och trender på området. Några av dem som skrivit böcker om barnuppfostran inkluderar: 
- Benjamin Spock
- Jean Piaget
- Thomas Gordon
- Jesper Juul
- Anna Wahlgren
- Bent Hougaard
- Ellen Key
- Lars H Gustafsson